# Colonia Carolina
Colonia Carolina es una localidad y municipio de Argentina, ubicada en el departamento Goya en la provincia de Corrientes. Fue creado como municipio con el nombre de Carolina, por la ley N.º 5794 sancionada el 16 de agosto de 2007. Nació como una colonia agrícola en 1888, poblada por inmigrantes italianos.
Colonia Carolina se ubica 8 kilómetros al este de la ciudad de Goya, sobre la RN 12.

## Toponimia
Aunque la mencionada ley de creación del municipio, en su artículo 1.º, establece que el nombre del Municipio será Carolina, los pobladores y quienes conocen la historia de este pueblo han solicitado respetar el nombre original de la localidad.
El origen del nombre data de la fundación del poblado, ya que desde 1882 se denominó Colonia Carolina, en honor doña Carolina Ocantos, esposa de José Jacinto Rolón, fundador de la colonia.

## Historia
La idea de la colonia comenzó en 1857, en una charla informal entre José Jacinto Rolón y el italiano Tomás Mazzanti que recién había venido de Italia y estaba de paso por la ciudad de Goya. con el correr del tiempo, José Jacinto Rolón fue adquiriendo los terrenos necesarios y con ellos conformó un campo en la zona rural al que llamó Mojones.
El sueño de Rolón comenzaría a concretarse en la época en que el estado argentino decide emprender una decidida política de inmigración y por esas cosas de la casualidad José Jacinto Rolón sale al cruce de un grupo de familias de inmigrantes italianos que iban con destino a la Oficina de Inmigración de la Esquina. Esto sucedió en el año de 1882, cuando regresaba de la ciudad de Buenos Aires en uno de los vapores de pasajeros de la Compañía Mihanovich, donde tuvo la oportunidad de conocer y finalmente convencer a un pequeño grupo de inmigrantes para que fueran a la ciudad de Goya, les ofreció tierras, herramientas de labranza y crédito para su sustento. Este primer grupo de inmigrantes italianos estaba conformado por 10 personas de familias apellidadas Zini y Pace. Luego se fueron sumando otras familias y para el año 1884, ocasión en que Tomas Mazaanti se hace cargo de la administración de la colonia, ya había cuarenta italianos, sumándose así a la colonia las familias Cinat, Nicoletti, Povolo y Santagiuliana. En el año 1893 los inmigrantes se determinaron a construir la primitiva iglesia de San Antonio, que más tarde fuera destruida por un rayo y sobre sus cimientos se comenzó a construir en el año 1913, bajo la dirección del padre José Ghersi la que actualmente existe.
En lo relativo a la distribución de los terrenos, fue necesario realizar una mensura porque era incesante la llegada de colonos. Por ello, le fue encargada la realización de la mensura al agrimensor don Valentín Virasoro en el año 1885. Más tarde se funda en la colonia la Villa Rolon, que pasaría ser el casco céntrico por su ubicación privilegiada. La mensura de la Villa Rolon fue realizada en por el agrimensor Carlos Wybert hijo, yerno de Tomás Mazzanti.

## Turismo
- Fiesta Provincial del Agricultor
- Capilla del Diablo: ya desde su denominación popular se advierte en este templo características que la distinguen de la mayoría. Oficialmente se trata de la capilla de Nuestra Señora del Buen Consejo. Ubicada en las proximidades de Colonia Carolina, tal capilla fue construida en 1904 en medio de tabacales por un hábil inmigrante italiano, Lorenzo Tomasella nacido en la comuna de Colle Umberto de la provincia de Treviso. Se dice que en el trayecto de su viaje en barco desde Italia con sus hijos una colosal tempestad amenazó la vida de su familia de una muerte segura, entonces, él prometió levantar la capilla si llegaban sanos y salvos a destino. Así ocurrió y cinco años más tarde pudo cumplir lo prometido. Lorenzo Tomasella talló en algarrobo una estatua de la Virgen y el Niño, pintó un curioso cuadro en el cual estaba representada una niña resucitada tras ser aplastada por las ruedas de un carro cargado de tierra, sin embargo lo que ha dado el nombre popular a esta capilla ha sido el extraño retablo  con escenas del purgatorio que realizó inspirado en La Divina Comedia de Dante Alighieri, en tal esfuerzo de talla aparecen seres humanos con expresiones desgarradas mientras son devorados por serpientes y llamas. A pesar de los saqueos que ha sufrido la capilla, pueden apreciarse hasta la fecha varias figuras en la pared de la sacristía que han sido comparadas con imágenes de la Salamanca o “Cueva del Diablo”. Altares, adornos, y la misma imagen de la Virgen fueron talladas íntegramente a mano por el aficionado artista.

La campanas de la iglesia fueron traídas desde Italia, presenta obras talladas en madera que representan escenas del infierno según su autor Lorenzo Tomasella, quien se basó en la "Divina Comedia"

## Población
Cuenta con 420 habitantes (Indec, 2010), lo que representa un incremento del 45,8% frente a los 288 habitantes (Indec, 2001) del censo anterior.
| Gráfica de evolución demográfica de Colonia Carolina entre 1991 y 2010 |
|                                                                        |
| Fuente: Censos nacionales del INDEC                                    |

## Parroquias de la Iglesia católica en Colonia Carolina
| Diócesis  | Goya                 |
| --------- | -------------------- |
| Parroquia | San Antonio de Padua |